# Adelino André Vieira
Adelino André Vieira de Freitas (nascut el 24 de gener de 1986), conegut com a Vieirinha, és un futbolista portuguès que juga per al club alemany VfL Wolfsburg principalment com a lateral dret.